# Municipio de North Brunswick
El municipio de North Brunswick (en inglés: North Brunswick Township) es un municipio ubicado en el condado de Middlesex en el estado estadounidense de Nueva Jersey. En el año 2010 tenía una población de 40,742 habitantes y una densidad poblacional de 1,184 personas por km².

## Geografía
El municipio de North Brunswick se encuentra ubicado en las coordenadas 40°27′9″N 74°28′36″O / 40.45250, -74.47667.

## Demografía
Según la Oficina del Censo en 2000 los ingresos medios por hogar en el municipio eran de $77,405 y los ingresos medios por familia eran $93,931. Los hombres tenían unos ingresos medios de $48,961 frente a los $35,971 para las mujeres. La renta per cápita para la localidad era de $28,431. Alrededor del 4.7% de la población estaba por debajo del umbral de pobreza.